# Itaya amicorum
Espèce
Statut de conservation UICN

 LC  : Préoccupation mineure
Itaya amicorum est une espèce de plantes de la famille des Arecaceae.

## Publication originale
- Principes 16: 86. 1972.